# Konik polny i mrówka
Konik polny i mrówka (ros. Стрекоза и муравей, Striekoza i murawiej) – rosyjski film animowany z 1912  roku w reżyserii Władysława Starewicza. Adaptacja bajki Iwana Kryłowa. W tym filmie wykorzystano po raz pierwszy duże lalki, co umożliwiało pełniejsze oddanie mimiki postaci.